# Escut de Rupit i Pruit
L'escut oficial de Rupit i Pruit té el següent blasonament:
Escut caironat partit: al 1r, de gules, un castell de porpra tancat de sable sobremuntat d'un card de tres flors d'or; al 2n, d'atzur, un cavall amb un cavaller d'argent. Per timbre, una corona de marquès.

## Història
Va ser aprovat el 9 de febrer del 2007 i publicat al DOGC el 23 de febrer del mateix any amb el número 4828.